# Na ratunek
Na ratunek (ros. Он попался!) – radziecki krótkometrażowy film animowany z 1981 roku w reżyserii Wiaczesława Kotionoczkina. Scenariusz napisał Grigorij Oster.

## Obsada (głosy)
- Ludmiła Gniłowa
- Kłara Rumianowa
- Marija Winogradowa
- Rogwołd Suchowierko

## Animatorzy
Wiktor Arsientjew, Olga Orłowa, Władimir Zarubin, Oleg Komarow, Władimir Krumin, Wiktor Lichaczew